# 林荫合耳菊
林荫合耳菊（学名：Synotis sciatrephes）是菊科合耳菊属的植物，为中国的特有植物。分布在中国大陆的云南等地，生长于海拔2,400米至3,000米的地区，常生长在灌丛中，目前尚未由人工引种栽培。

## 别名
林荫千里光（云南种子植物名录）